# Architecture Neutral Distribution Format
Architecture Neutral Distribution Format (ANDF) är en teknik vilken togs fram genom en Request for Technology (RFT) utfärdad av Open Software Foundation (OSF) under maj 1989.
ANDF är en teknik för att utveckla och distribuera mjukvara oavsett målsystemets arkitektur utan att behöva inkludera källkoden. Kompileringen av mjukvaran delas in i två steg, produktion och installation. ANDF producenten översätter källkoden till ett ANDF mellanformat vilket använder generaliserade API anrop, datatyper och systemanrop. Detta steget eliminerar allt beroende på en viss hårdvaruplattform. I installationsfasen översätts mappas mellanformatet till den specifika målplattformen och mjukvaran blir därmed konverterad från ANDF till ett vanligt hårdvarubundet filformat såsom exempelvis ELF. I installationen sker även optimering av mjukvaran för den aktuella plattformen.
TenDRA Distribution Format (TDF), utvecklat av brittiska DERA, blev i juni 1991 valt till att utgöra basen i ANDF teknologin.